# Drahenice
Drahenice (deutsch Drahenitz) ist eine Gemeinde in Tschechien. Sie liegt fünf Kilometer südlich von Březnice und gehört zum Okres Příbram. Seit 1995 sind der Ortskern als Denkmalschutzgebiet und die Ortslage Račany dörfliche Denkmalszone geschützt.

## Geographie

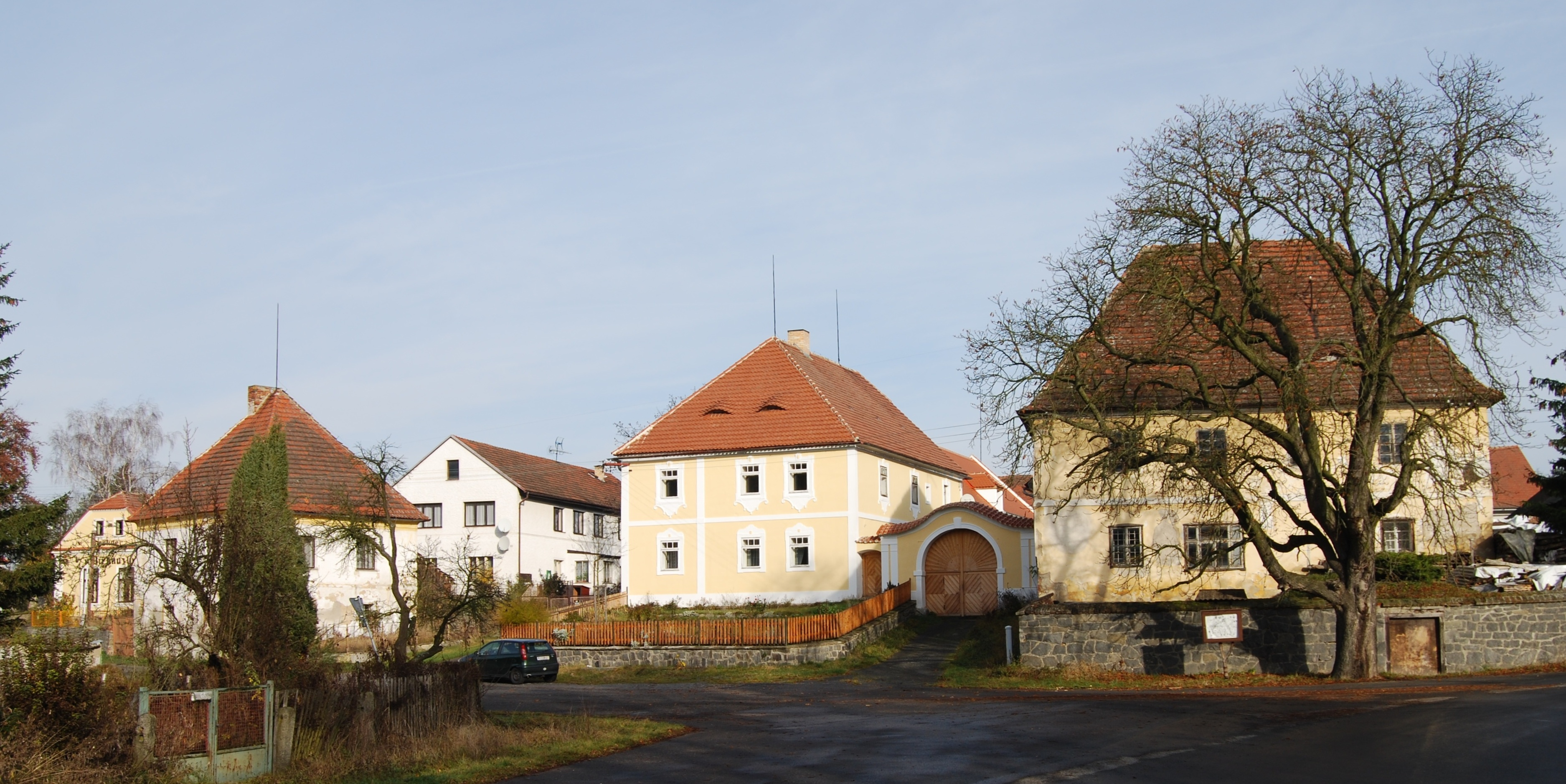
Dorfplatz

Drahenice befindet sich in der Mulde des Baches Drahenický potok im Mittelböhmischen Hügelland. In der Ortsmitte liegt der Teich Zámecký rybník, am westlichen Ortsrand der Hradčanský rybník und der Podleský rybník sowie nördlich der Mlýnský drahenický rybník. Nordwestlich des Dorfes verläuft die Bahnstrecke Březnice–Strakonice. Nordöstlich erheben sich die Hora (500 m) und der Čihadlo (515 m), im Osten der Holý vrch (513 m), südöstlich der Vrch svobody (521 m), im Süden der Drahenický vrch (615 m) sowie nordwestlich der Stráž (555 m) und der Hradec (531 m).
Nachbarorte sind Simínský Mlýn, Drahenický Mlýn, Martinice, Počapelský Mlýn und Počaply im Norden, Na Drahách, Lhotka, Ohař und Myslín im Nordosten, Holý Vrch, Podskalí und Plíškovice im Osten, Sochovice, Ráztely und Draheničky im Südosten, Ostrov, Uzeničky und Stranohoří im Süden, Hostišovice, Na Hůrce, Chaloupky und Podruhlí im Südwesten, Koupě und Račany im Westen sowie Slavětín und Hudčice im Nordwesten.

## Geschichte
Die erste urkundliche Erwähnung der Feste und zweier Dörfer namens Drahynice (Drahenice und Draheničky) erfolgte im Jahre 1227. Ein Anteil von Drahenice gehörte den Herren von Bresnitz auf Březnice, der andere zur Feste. Zu den Besitzern gehörte am Übergang von 14. zum 15. Jahrhundert Jan Brus von Kovářov, er wird als der Vater des Chronisten Bartošek von Drahenice (1390–1445) angesehen. Zum Ende des 14. Jahrhunderts war die Feste Sitz der Herren Schütz von Drahenitz (Šic z Drahenic). Auf Jan Šic folgten dessen Söhne Jan und Albrecht, die später ihren Sitz auf die Güter Lazsko bzw. Zalužany verlegten. Ab 1492 ist Wenzel Drahenitzky von Rastel (Václavu Drahenský z Rastel) als Besitzer nachweisbar. Johann Drahenitzky von Rastel verkaufte die Feste und das Dorf um 1536 an Kerung Wrabsky von Wraby. Ihm folgte dessen Bruder Hynek, der 1552 das Gut Malkow (Drahenický Málkov) hinzukaufte. Er vererbte die Herrschaft seinen Söhnen Johann und Wilhelm, von denen ersterer ab 1571 das Gut Drahenitz allein verwaltete. Johann Wrabsky von Wraby kaufte 1577 noch das Gut Uzenice hinzu. Ursula Wrabsky von Bukowa kaufte 1580 von Christoph von Schwanberg auf Worlik und Klingenberg das Gut Draheniček hinzu. 1584 übernahmen Johanns jüngerer Bruder Wilhelm d. Ä. Wrabsky Tluksa von Wraby und dessen Frau Eva von Předenice die Herrschaft Drahenitz. Die herrschaftliche Brauerei wurde um 1600 gegründet, sie erreichte im 18. Jahrhundert mit einer Jahresproduktion von 4000 Hektolitern ihre Blüte.
Wilhelm erwarb 1617 das Gut Teutsch-Usenitz mit den Dörfern Klein-Usenitz und Černisko. Außerdem konnte er die Herrschaft noch um den Hof Chrast und das Gut Svučice erweitern. In der Kirche zu Stražiště ließ er die Wrabskysche Familiengruft erbauen. Nachfolgende Besitzer waren sein Sohn Adam Ignaz (Adam Hynek) und dessen Frau Elisabeth Polyxena von Kokořov, die noch die Güter Dešenice und Hostišovice hinzukauften. Ab 1662 folgte Wenzel Rudolph Wrabsky Tluksa von Wraby und danach Eva Maria Wrabsky, geborene Lažansky von Buggau. Letztere kaufte 1673 das Gut Dworetitz (Dvořetice) mit dem Dorf Wahlowitz (Vahlovice) von den Rittern Sobietitzky von Sobietitz hinzu.
Im Jahre 1686 verkaufte Eva Maria Wrabsky die Herrschaft an Leopold Wilhelm Reichsgraf von Waldstein. Ihm folgte Franz Karl Reichsgraf von Waldstein, danach dessen Witwe Maria Ludmilla, geborene Kolowrat-Liebsteinský, die 1706 in zweiter Ehe Johann Wenzel von Sternberg heiratete. Im Jahre 1713 bestand Drahenice aus 30 Häusern und hatte 290 Einwohner. 1716 kaufte Maria Ludmilla von den Rittern Bieschin zu Bieschin das Gut Swudschitz (Svučice) mit Wostrow (Ostrov) und einen Anteil von Pohoř (Pohoří) hinzu. Nach ihrem Tode erbte 1720 ihre ersteheliche Tochter Maria Franzisca von Waldstein die Herrschaft. 1784 erbte deren Tochter Marie Elisabeth Reichsgräfin von Nostitz-Rieneck, geborene Kolowrat-Krakowsky von Ugezd den Besitz. 1788 wurde die Schlosskapelle zur Lokalie der Pfarre Mirowitz erhoben. Die erste Schule wurde um 1790 eingerichtet. 1795 verkaufte Marie Elisabeth von Nostitz-Rieneck die Herrschaft an den Oberstlandmarschall Johann Prokop Graf Hartmann von Klarstein. Dieser kaufte emphyteutisch (Erbpacht) den Eisenhammer bei Zawieschin mit einem Hochofen und drei Stabhämmern von der Herrschaft Schlüsselburg.

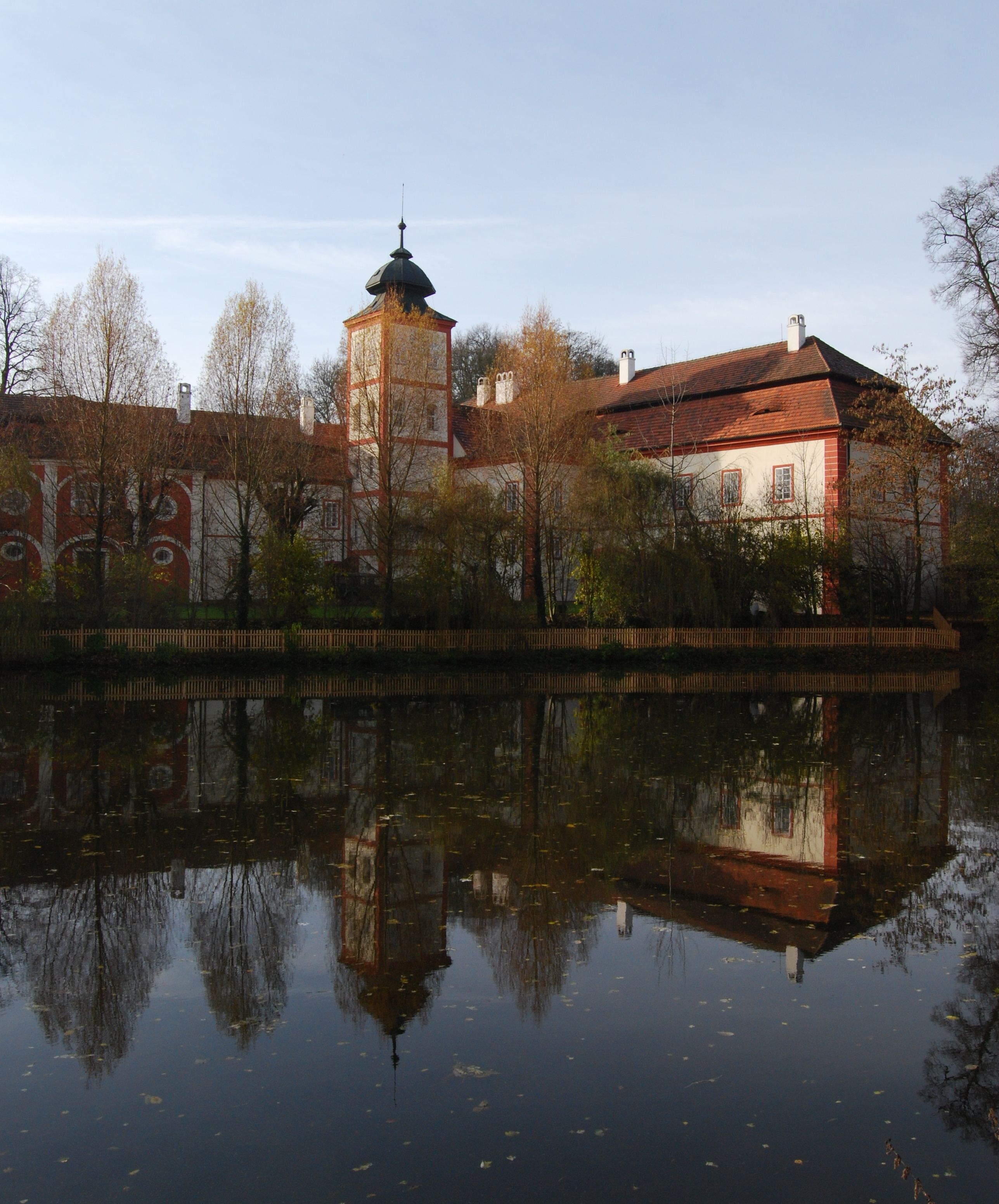
Schloss Drahenice

Im Jahre 1840 umfasste die Allodialherrschaft Drahenitz eine Nutzfläche von 10.000 Joch 1166 Quadratklafter. Auf ihrem Gebiet lebten 4036 hauptsächlich tschechischsprachige Personen, darunter zwölf Israelitenfamilien. Die Herrschaft bewirtschaftete fünf Meierhöfe, vier weitere waren aufgehoben. Außerdem unterhielt die Herrschaft die Drahenitzer, Usenitschker, Chraster, Malkower, Hoschowitzer und Dworetitzer Forstreviere. Zur Herrschaft gehörten die Dörfer Drahenitz, Klein-Drahenitz bzw. Draheniček (Draheničky), Swudschitz (Svučice), Swobodka (Svobodka), Wostrow (Ostrov), Weyschitz (Výšice), Kožlj (Kožlí), Černisko, Hoschowitz, Malkow (Drahenický Málkov), Usenitz, Klein-Usenitz, Podruhly, Hutschitz, Vorder-Pořschitz (Přední Poříčí), Hinter-Pořschitz (Zadní Poříčí), Chrast, Namnitz (Namnice), Latzina (Laciná) und Wahlowitz (Vahlovice) sowie acht Häusern von Rastel (Ráztely), sieben Häusern einschließlich der Kirche, Pfarrei und Schule in Pohoř (Pohoří) sowie einem Haus von Počap. Das Dorf Drahenitz bestand aus 77 Häusern mit 548 Einwohnern, darunter vier Israelitenfamilien. In Drahenitz gab es ein herrschaftliches Schloss mit den Kanzleien des Oberamtes, ein Bräuhaus und ein Brantweinhaus; unter herrschaftlichem Patronat standen die Lokalkirche, das Lokalistenhaus und die Schule. Abseits lagen eine herrschaftliche Ziegelhütte und ein herrschaftlicher Hammelhof. Drahenitz war Pfarrort für Draheniček und Rastel. Bis zur Mitte des 19. Jahrhunderts war Drahenitz das Amtsdorf der Allodialherrschaft Drahenitz.
Nach der Aufhebung der Patrimonialherrschaften bildete Drahenice /Drahenitz mit Račany / Račan ab 1850 eine Gemeinde in der Bezirkshauptmannschaft und dem Gerichtsbezirk Březnitz. Seit 1868 gehörte die Gemeinde zum Bezirk Blatná. Im Jahre 1870 wurde Anna von Lobkowicz Besitzerin der Güter, 1919 folgte ihr Sohn Jan. Die Freiwillige Feuerwehr gründete sich am 8. März 1896. Zwischen 1897 und 1899 erfolgte der Bau der Eisenbahn. 1911 lebten in den 88 Häusern des Dorfes 520 Menschen. Anlässlich der Gründung der Tschechoslowakei wurden 1918 auf dem Hügel Výrovna drei Freiheitsbäume gepflanzt und dieser später als Vrch svobody benannt. Nachdem 1923 nur noch 720 Hektoliter Bier gebraut worden waren, stellte die Brauerei 1924 ihre Produktion ein. Der Anschluss an das Elektrizitätsnetz erfolgte 1924. Im Jahre 1930 bestand das Dorf aus 89 Häusern und hatte 469 Einwohner.
Nach der deutschen Besetzung wurden die Güter unter deutsche Zwangsverwaltung gestellt, da Jan Lobkowicz 1938 die tschechoslowakische Staatsangehörigkeit angenommen hatte. Nach dem Ende des Zweiten Weltkrieges erhielt er seine Güter zurück und wurde 1948 von den Kommunisten erneut enteignet. Zwischen 1950 und 1961 dienten das Schloss und der Hof als Garnisonskaserne, danach war im Schloss ein Militärkrankenhaus eingerichtet. Im Zuge der Aufhebung des Okres Blatná wurde Drahenice 1960 dem Okres Příbram zugeordnet. Im Jahre 1970 bestand Drahenice aus 94 Häusern mit 283 Einwohnern. Wegen zu geringer Kinderzahl wurden 1971 der Kindergarten geschlossen und 1973 auch der Unterricht der 9-klassigen Grundschule Drahenice eingestellt. 1977 erfolgte die Eingemeindung nach Březnice. Am 24. November 1990 löste sich Drahenice wieder von Březnice los und bildete eine eigene Gemeinde.
1992 erhielt der Enkel von Jan Lobkowicz den Besitz seines Großvaters zurück, bis auf die zwischenzeitlich an die Bauern der Umgebung aufgeteilten landwirtschaftlichen Flächen. Er begann mit Bewirtschaftung von Wald und Forst, kaufte Felder zur Bewirtschaftung zurück, renovierte das heruntergekommene Schloss und bewohnt es heute mit seiner Familie. Im Mai 1995 wurde das Ensemble der Volksarchitektur durch die Regierung der Tschechischen Republik zum Denkmalschutzgebiet Drahenice (Památková rezervace Drahenice) erklärt. Das Kulturministerium wies am 22. September 1995 zudem die Dörfliche Denkmalszone Drahenice-Račany (Vesnická památková zóna Drahenice-Račany) aus. Die ehemalige Schule wurde im Jahre 2000 zum Gemeindeamt umgebaut. Seit 2005 führt die Gemeinde ein Wappen und Banner. Im Jahre 2006 hatte das Dorf 180 Einwohner.

## Gemeindegliederung
Für die Gemeinde Drahenice sind keine Ortsteile ausgewiesen. Zu Drahenice gehört die Ortslage Račany, auch Hradčany genannt (Ratschan).

## Sehenswürdigkeiten

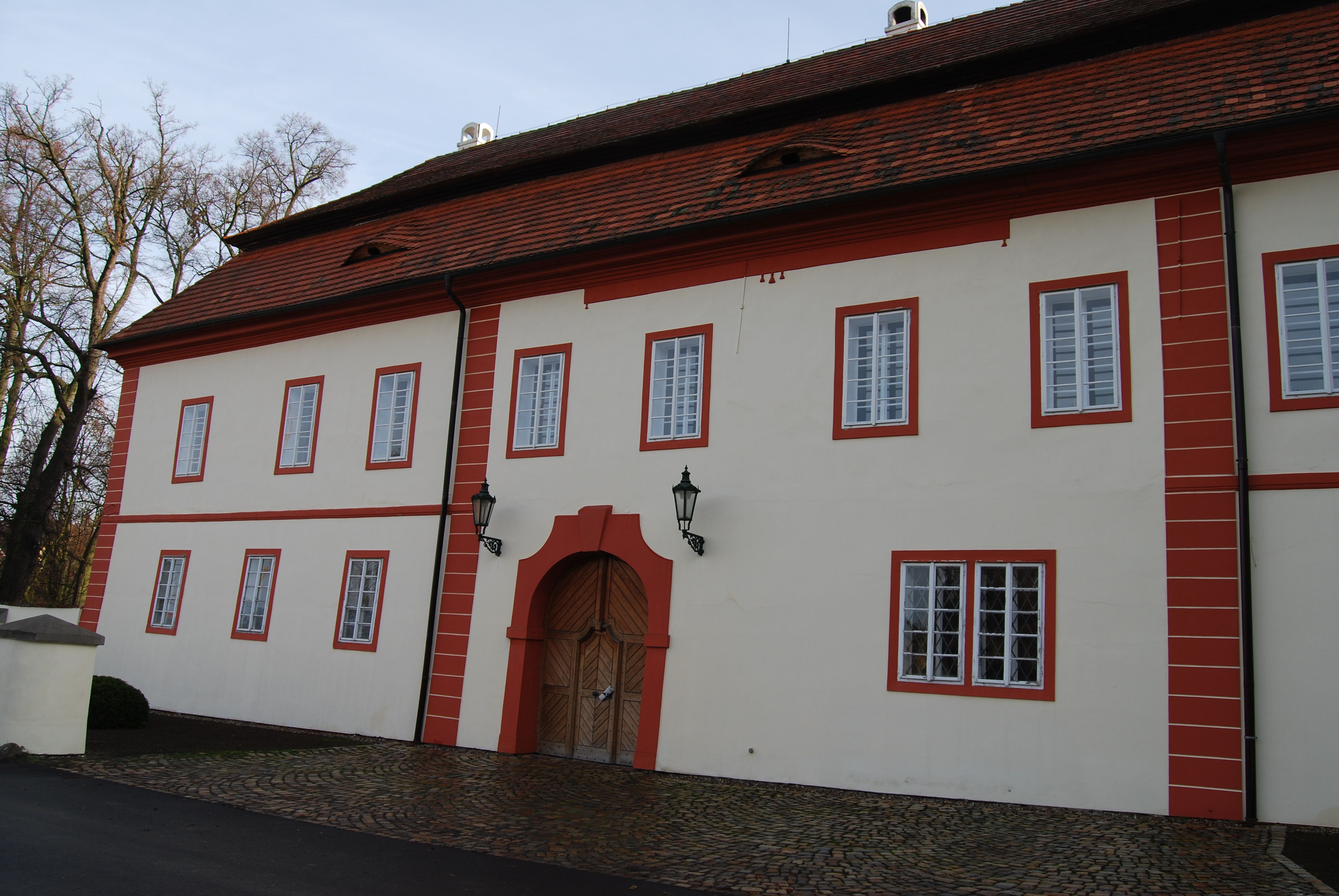
Schloss Drahenice

- Schloss Drahenice mit Schlosskapelle und Englischem Park. Es entstand am Übergang vom 16. zum 17. Jahrhundert aus der gotischen Feste. Im Jahre 1638 erhielt Adam Ignaz Wrabsky die geistliche Bewilligung für die Errichtung einer Schlosskapelle. Im Jahre 1992 wurde das 1948 verstaatlichte Schloss an Johannes Lobkowicz rückübertragen und seit 1995 saniert. Es ist nicht öffentlich zugänglich und ist neben Prag der Wohnsitz von Johannes Lobkowicz.
- Kirche der Unbefleckten Empfängnis, sie entstand 1792–1796 durch Ausbau der Schlosskapelle
- Ensemble volkstümlicher Bauten in Drahenice und Račany
- Nischenkapelle an der Schule
- Denkmal für die Gefallenen des Ersten Weltkrieges
- Bildstöcke in den Ortslagen Velké Račany und U Ovčína, sie wurden 2009 mit Unterstützung der Nadace VIA instand gesetzt.
- Mehrere Wegkreuze
- Vrch Svobody mit den Freiheitsbäumen von 1918 und einem 1946 enthüllten Denkmal
- Französische Feuerspritze aus dem Jahre 1807, sie wurde durch Johann Prokop Graf Hartmann von Klarstein den Napoleonischen Truppen abkauft und der Gemeinde geschenkt. Heute gehört sie der örtlichen Feuerwehr und gilt als älteste Feuerspritze in Tschechien.

## Persönlichkeiten
- Bartošek z Drahenic (1390–1445), Chronist